# Liste der Nintendo-Switch-Spiele/M
| Titel                                                | Entwickler                                            | Herausgeber                                   | Genre                          | Handel                | Veröffentlichung D/A/CH                     |
| ---------------------------------------------------- | ----------------------------------------------------- | --------------------------------------------- | ------------------------------ | --------------------- | ------------------------------------------- |
| M.A.C.E Space Shooter                                | EntwicklerX                                           | EntwicklerX                                   | Shoot 'em up                   | Nein                  | 15. November 2017                           |
| M.A.C.E Tower Defense                                | EntwicklerX                                           | EntwicklerX                                   | Puzzle Strategie               | Nein                  | 1. August 2019                              |
| Mable & The Wood                                     | Triplevision Games                                    | Graffiti Games                                | Adventure                      | Nein                  | 10. Oktober 2019                            |
| MachiKnights -Blood bagos-                           | 8Floor Games                                          | 8Floor Games                                  | Rollenspiel Action             | Nein                  | 9. Mai 2019                                 |
| Machinarium                                          | Amanita Design                                        | Amanita Design Retail: Super Rare Games       | Adventure                      | Ja                    | 1. November 2018 Retail: 20. Juni 2019      |
| Machine Knight                                       | Kemco                                                 | Kemco                                         | Rollenspiel                    | Nein                  | 15. Februar 2018                            |
| Mad Age & This Guy                                   | SimFabric                                             | SimFabric                                     | Adventure                      | Nein                  | 24. Dezember 2018                           |
| Mad Bullets                                          | isTom Games                                           | isTom Games                                   | Action                         | Nein                  | 12. März 2019                               |
| Mad Carnage                                          | Drageus Games                                         | QubicGames                                    | Rundenbasiertes Strategiespiel | Nein                  | 2. Februar 2018                             |
| Mad Games Tycoon                                     | Eggcode                                               | Toplitz                                       | Simulation                     | Nein                  | 12. November 2019                           |
| Maddening Euphoria                                   | Chequered Ink                                         | Chequered Ink                                 | Action                         | Nein                  | 28. Juni 2019                               |
| Madorica Real Estate                                 | Gift Ten Industry                                     | Gift Ten Industry                             | Adventure                      | Nein                  | 11. Oktober 2018                            |
| Madoris R                                            | Caerux                                                | Caerux                                        | Puzzle                         | Nein                  | 27. Februar 2020                            |
| Magazine Mogul                                       | Kairosoft                                             | Kairosoft                                     | Simulation                     | Nein                  | 11. Juni 2020                               |
| Mages of Mystralia                                   | Borealys Games                                        | Borealys Games                                | Action-Adventure               | Nein                  | 29. Januar 2019                             |
| Magic Nations                                        | PrimeBit Games                                        | PrimeBit Games                                | Kartenspiel                    | Nein                  | 21. Januar 2019                             |
| Magic Scroll Tactics                                 | Otori Denshi                                          | Mediascape                                    | Strategie                      | Nein                  | 7. Februar 2019                             |
| MagiCat                                              | Toge Productions                                      | Toge Productions                              | Platformer                     | Nein                  | 20. September 2018                          |
| Magicolors                                           | QUByte Interactive                                    | QUByte Interactive                            | Puzzle                         | Nein                  | 16. April 2020                              |
| Mahjong                                              | Sanuk Games                                           | Bigben Interactive                            | Mahjong                        | Nein                  | 13. November 2018                           |
| Mahjong Deluxe 3                                     | EnsenaSoft                                            | Joindots GmbH Retail: Markt+Technik           | Mahjong                        | Ja                    | 14. Juni 2018                               |
| Mahjong Solitaire Refresh                            | SUNSOFT                                               | SUNSOFT                                       | Mahjong                        | Nein                  | 24. Dezember 2018                           |
| Mahjong Stories: Vampire Romance                     | JetDogs                                               | JetDogs                                       | Mahjong                        | Nein                  | 6. März 2019                                |
| Mainlining                                           | Rebelephant                                           | Merge Games                                   | Adventure Simulation           | Nein                  | 20. Juni 2019                               |
| Maitetsu: Pure Station                               | Lose                                                  | Circle Entertainment                          | Adventure                      | Nein                  | 16. Januar 2020                             |
| Make War                                             | No Gravity Games                                      | No Gravity Games                              | Action                         | Nein                  | 16. April 2020                              |
| Mana Spark                                           | QubicGames                                            | QubicGames                                    | Action-Rollenspiel             | Nein                  | 22. Dezember 2018                           |
| Manticore – Galaxy on Fire                           | Deep Silver Fishlabs                                  | Koch Media                                    | Ego-Shooter                    | Nein                  | 19. April 2018                              |
| Mantis Burn Racing                                   | VooFoo Studios                                        | VooFoo Studios                                | Rennspiel                      | Nein                  | 23. November 2017                           |
| Manual Samuel                                        | Curve Digital                                         | Curve Digital                                 | Adventure                      | Nein                  | 16. August 2018                             |
| Many Faces                                           | WANZUNGDEV                                            | eastasiasoft                                  | Action                         | Nein                  | 28. Mai 2020                                |
| March to a Million                                   | Kairosoft                                             | Kairosoft                                     | Simulation                     | Nein                  | 5. Dezember 2019                            |
| Marble It Up!                                        | Marble It Up                                          | Marble It Up                                  | Arcade                         | Nein                  | 29. Oktober 2018                            |
| Marble Power Blast                                   | EntwicklerX                                           | EntwicklerX                                   | Puzzle                         | Nein                  | 3. Januar 2019                              |
| Marblelous Animals                                   | BLG-Publishing                                        | BLG-Publishing                                | Puzzle                         | Nein                  | 22. November 2019                           |
| Marenian Tavern Story: Patty and the Hungry God      | Rideon                                                | Kemco                                         | Simulation                     | Nein                  | 29. November 2018                           |
| Maria the Witch                                      | NAPS Team                                             | NAPS Team                                     | Action-Adventure               | Nein                  | 9. November 2017                            |
| Mario + Rabbids: Kingdom Battle                      | Ubisoft Paris Ubisoft Milan                           | Ubisoft                                       | Rundenbasiertes Strategiespiel | Ja                    | 29. August 2017                             |
| Mario + Rabbids Sparks of Hope                       | Ubisoft Paris Ubisoft Milan                           | Ubisoft                                       | Rundenbasiertes Strategiespiel | Ja                    | 22. Oktober 2022                            |
| Mario & Sonic bei den Olympischen Spielen Tokyo 2020 | Sega                                                  | Sega                                          | Sport                          | Ja                    | 8. November 2019                            |
| Mario Kart 8 Deluxe                                  | Nintendo EPD                                          | Nintendo                                      | Rennspiel                      | Ja                    | 28. April 2017                              |
| Mario Party Superstars                               | NDcube                                                | Nintendo                                      | Party                          | Ja                    | 29. Oktober 2021                            |
| Mario Tennis Aces                                    | Camelot Software Planning                             | Nintendo                                      | Sport                          | Ja                    | 22. Juni 2018                               |
| Mario vs. Donkey Kong                                | Nintendo Software Technology                          | Nintendo                                      | Puzzle-Spiel                   | Ja                    | 16. Februar 2024                            |
| Mark of the Ninja: Remastered                        | Klei Entertainment                                    | Klei Entertainment                            | Action Stealth                 | Nein                  | 9. Oktober 2018                             |
| Marooners                                            | M2H                                                   | M2H                                           | Party                          | Nein                  | 7. Februar 2020                             |
| Mars: Chaos Menace                                   | Badland Games                                         | Badland Games                                 | Shoot 'em up                   | Nein                  | 16. Oktober 2018                            |
| Mars or Die!                                         | 34BigThings                                           | 34BigThings                                   | Adventure                      | Nein                  | 15. Januar 2019                             |
| Mars Power Industries                                | 7A Games                                              | Sonka                                         | Puzzle Strategie               | Nein                  | 15. November 2019                           |
| Marvel Ultimate Alliance 3: The Black Order          | Team Ninja                                            | Nintendo                                      | Action-Rollenspiel             | Ja                    | 19. Juli 2019                               |
| Mary Skelter 2                                       | Idea Factory                                          | Idea Factory                                  | Dungeon Crawler                | Nein                  | 22. Oktober 2019                            |
| Masky                                                | Digital Melody                                        | Forever Entertainment                         | Arcade                         | Nein                  | 11. Juni 2020                               |
| Master of Anima                                      | Passtech Games                                        | Focus Home Interactive                        | Adventure Strategie            | Nein                  | 10. April 2018                              |
| Masquerada: Songs and Shadows                        | Ysbryd Games                                          | Ysbryd Games                                  | Rollenspiel Strategie          | Nein                  | 9. Mai 2019                                 |
| Match                                                | Sabec                                                 | Sabec                                         | Brettspiel                     | Nein                  | 4. Juni 2020                                |
| MathLand                                             | Artax Games                                           | Artax Games                                   | Lernspiel                      | Nein                  | 11. Februar 2020                            |
| Max: The Curse of Brotherhood                        | Stage Clear Studios                                   | Stage Clear Studios Retail: Wired Productions | Platformer                     | Ja                    | 21. Dezember 2017 Retail: 8. Mai 2018       |
| MazM: Jekyll und Hyde                                | Growing Seeds                                         | CFK                                           | Adventure                      | Nein                  | 2. April 2019                               |
| Meanders                                             | Francesco Zacchini                                    | Francesco Zacchini                            | Adventure                      | Nein                  | 7. November 2019                            |
| Mecha Storm                                          | noowanda                                              | ENP Games                                     | Adventure                      | Nein                  | 25. Mai 2018                                |
| MechaNika                                            | Mango Protocol                                        | Mango Protocol                                | Adventure                      | Nein                  | 8. November 2018                            |
| Mech Rage                                            | Drageus Games                                         | Drageus Games                                 | Top-Down Shooter               | Nein                  | 23. Dezember 2018                           |
| Mecho Tales                                          | Arcade Distillery                                     | Arcade Distillery                             | Platformer                     | Nein                  | 28. Dezember 2017                           |
| Mechstermination Force                               | Hörberg Productions                                   | Hörberg Productions Retail: Super Rare Games  | Action Shooter                 | Ja                    | 4. April 2019 Retail: 26. März 2020         |
| Mega Mall Story                                      | Kairosoft                                             | Kairosoft                                     | Simulation                     | Nein                  | 17. Januar 2019                             |
| Mega Man Legacy Collection 1                         | Digital Eclipse                                       | Capcom                                        | Platformer                     | Nein                  | 22. Mai 2018                                |
| Mega Man Legacy Collection 2                         | Capcom                                                | Capcom                                        | Platformer                     | Nein                  | 22. Mai 2018                                |
| Mega Man X Legacy Collection 1                       | Capcom                                                | Capcom                                        | Platformer                     | Nein                  | 24. Juli 2018                               |
| Mega Man X Legacy Collection 2                       | Capcom                                                | Capcom                                        | Platformer                     | Nein                  | 24. Juli 2018                               |
| Mega Man Zero/ZX Legacy Collection                   | Capcom                                                | Capcom                                        | Platformer                     | Nein                  | 25. Februar 2020                            |
| Mega Man 11                                          | Capcom                                                | Capcom                                        | Platformer                     | Nein                  | 2. Oktober 2018                             |
| Megaquarium                                          | Twice Circled                                         | Auroch Digital                                | Simulation Strategie           | Nein                  | 17. Oktober 2019                            |
| Megaton Rainfall                                     | Pentadimensional Games                                | Pentadimensional Games                        | Action                         | Nein                  | 9. August 2018                              |
| Mein arktischer Bauernhof 2018                       | BiP Media                                             | Plug In Digital                               | Landwirtschaftssimulation      | Nein                  | 21. Februar 2019                            |
| Mein Exotischer Bauernhof 2018                       | BiP Media                                             | Plug In Digital                               | Landwirtschaftssimulation      | Nein                  | 17. Januar 2019                             |
| Mein Gestüt - Ein Leben für die Pferde               | Independent Arts                                      | Markt+Technik                                 | Adventure                      | Ja                    | 13. September 2018                          |
| Meine Farm 2018                                      | BiP Media                                             | Plug In Digital                               | Landwirtschaftssimulation      | Nein                  | 23. August 2018                             |
| Mein Jurassischer Bauernhof 2018                     | BiP Media                                             | Plug In Digital                               | Landwirtschaftssimulation      | Nein                  | 14. März 2019                               |
| Mekabolt                                             | Somepx                                                | Ratalaika Games                               | Platformer                     | Nein                  | 23. August 2019                             |
| Mekomara                                             | Martin Magni                                          | Rainy Frog                                    | Puzzle                         | Nein                  | 26. März 2020                               |
| Melbits World                                        | Melbot Studios                                        | Plug In Digital                               | Arcade                         | Nein                  | 19. Dezember 2019                           |
| Membrane                                             | Perfect Hat                                           | Perfect                                       | Puzzle                         | Nein                  | 6. April 2018                               |
| Mentori Puzzle                                       | ITL                                                   | ITL                                           | Puzzle                         | Nein                  | 27. Dezember 2018                           |
| Meow Motors                                          | ArtVostok                                             | ArtVostok                                     | Kartspiel                      | Nein                  | 8. Mai 2019                                 |
| MetaChampions                                        | Octobox Interactive                                   | Octobox Interactive                           | Strategie                      | Nein                  | 23. April 2020                              |
| Metalgal                                             | RetroRevolution                                       | Ratalaika Games                               | Platformer                     | Nein                  | 29. März 2019                               |
| Metaloid: Origin                                     | 7 Raven Studios                                       | 7 Raven Studios                               | Adventure Platformer           | Nein                  | 11. Juli 2019                               |
| Metropolis: Lux Obscura                              | Kthulu Solutions                                      | Kthulu Solutions                              | Puzzle                         | Nein                  | 4. April 2018                               |
| Mercenaries Saga Chronicles                          | Circle Entertainment                                  | Circle Entertainment                          | Rollenspiel                    | Nein                  | 8. Februar 2018                             |
| Mercenaries Wings: The False Phoenix                 | Circle Entertainment                                  | Circle Entertainment                          | Rollenspiel                    | Nein                  | 8. November 2018                            |
| Mercenary Kings: Reloaded Edition                    | Tribute Games                                         | Tribute Games Retail: Limited Run Games       | Action                         | Ja                    | 6. Februar 2018 Retail: April 2018          |
| Merchants of Kaidan                                  | Forever Entertainment                                 | Forever Entertainment                         | Rollenspiel                    | Nein                  | 31. Januar 2019                             |
| Mercury Race                                         | Herrero Games                                         | Herrero Games                                 | Rennspiel                      | Nein                  | 7. Februar 2019                             |
| METAGAL                                              | RetroRevolution                                       | Ratalaika Games                               | Platformer                     | Nein                  | 29. März 2019                               |
| Metro: Last Light Redux                              | 4A Games                                              | Koch Media                                    | Ego-Shooter                    | Nein                  | 28. Februar 2020                            |
| Metro 2033 Redux                                     | 4A Games                                              | Koch Media                                    | Ego-Shooter                    | Nein                  | 28. Februar 2020                            |
| Metro Redux                                          | 4A Games                                              | Koch Media                                    | Ego-Shooter                    | Ja                    | 28. Februar 2020                            |
| Metroid Dread                                        | Nintendo EPD, MercurySteam                            | Nintendo                                      | Action-Adventure               | Ja                    | 8. Oktober 2021                             |
| Metroid Prime Remastered                             | Retro Studios                                         | Nintendo                                      | Action-Adventure               | Ja                    | 9. Februar 2023 Retail: 3. März 2023        |
| Midnight Deluxe                                      | Petite Games                                          | Ratalaika Games                               | Plattformer                    | Nein                  | 8. März 2018                                |
| Midnight Evil                                        | Nathan Sanders                                        | Draw Distance                                 | Adventure Puzzle               | Nein                  | 10. Oktober 2019                            |
| Mighty Gunvolt Burst                                 | Inti Creates                                          | Inti Creates                                  | Action                         | Nein                  | 15. Juni 2017                               |
| Mighty Switch Force! Collection                      | WayForward                                            | WayForward                                    | Action                         | Nein                  | 25. Juli 2019                               |
| Milanoir                                             | Italo Games                                           | Good Shepherd Entertainment                   | Action                         | Nein                  | 31. Mai 2018                                |
| Miles & Kilo                                         | Four Horses                                           | Four Horses                                   | Platformer                     | Nein                  | 5. Juni 2018                                |
| MilkChoco                                            | GameParadiso                                          | GameParadiso                                  | Shoot 'em up                   | Nein                  | 17. Oktober 2019                            |
| Milkmaid of the Milky Way                            | Machineboy                                            | Machineboy                                    | Adventure                      | Nein                  | 23. August 2019                             |
| Millie                                               | Forever Entertainment                                 | Forever Entertainment                         | Puzzle                         | Nein                  | 8. Februar 2018                             |
| Milo's Quest                                         | lightUP                                               | Ratalaika Games                               | Adventure                      | Nein                  | 31. Januar 2020                             |
| Mimic Hunter                                         | Angry Cat                                             | Angry Cat                                     | Platformer                     | Nein                  | 8. Februar 2019                             |
| Mimpi Dreams                                         | Dreadlocks                                            | Dreaklocks                                    | Platformer                     | Nein                  | 15. November 2017                           |
| MIND: Path to Thalamus                               | Pantumaca Barcelona                                   | Carlos Coronado                               | Puzzle                         | Nein                  | 27. Dezember 2018                           |
| Mindball Play                                        | Interactive IP                                        | Interactive IP                                | Rennspiel Party                | Nein                  | 14. Februar 2019                            |
| Minecraft                                            | 4J Studios                                            | Mojang                                        | Sandbox                        | Ja                    | 12. Mai 2017 Retail: 21. Juni 2018          |
| Minecraft: Story Mode – The Complete Adventure       | Telltale Games                                        | Telltale Games                                | Adventure                      | Ja                    | 25. August 2017                             |
| Minecraft: Story Mode – Season Two                   | Telltale Games                                        | Telltale Games                                | Adventure                      | Ja                    | 6. November 2018                            |
| Minecraft Dungeons                                   | Mojang Studios Double Eleven                          | Mojang                                        | Action-Adventure               | Ja                    | 26. Mai 2020                                |
| Minefield                                            | Kodobur                                               | Kodobur                                       | Brettspiel                     | Nein                  | 8. September 2019                           |
| Miner Warfare                                        | Heartbit Interactive                                  | Heartbit Interactive                          | Arcade                         | Nein                  | 21. Juni 2019                               |
| Minesweeper Genius                                   | Blowfish Studios                                      | Blowfish Studios                              | Puzzle                         | Nein                  | 12. Februar 2019                            |
| Mini Metro                                           | Dinosaur Polo Club                                    | Radial Games                                  | Puzzle                         | Nein                  | 30. August 2018                             |
| Mini Trains                                          | QubicGames                                            | QubicGames                                    | Simulation Puzzle              | Nein                  | 19. Juli 2019                               |
| Miniature - The Story Puzzle                         | Run-Down Games                                        | Run-Down Games                                | Puzzle                         | Nein                  | 17. Oktober 2019                            |
| Ministry of Broadcast                                | Ministry of Broadcast                                 | Ministry of Broadcast                         | Adventure                      | Nein                  | 30. April 2020                              |
| Minit                                                | Jan Willem Nijman                                     | Devolver Digital                              | Adventure                      | Nein                  | 9. August 2018                              |
| Mirror                                               | SakuraGame                                            | SakuraGame                                    | Puzzle                         | Nein                  | 23. Dezember 2019                           |
| Missile Command: Recharged                           | Nickervision Studios                                  | Atari                                         | Action                         | Nein                  | 27. Mai 2020                                |
| Mist Hunter                                          | Flox Studios                                          | Flox Studios                                  | Shoot 'em up                   | Nein                  | 20. März 2020                               |
| MISTOVER                                             | KRAFTON Inc.                                          | KRAFTON Inc.                                  | Adventure                      | Nein                  | 10. Oktober 2019                            |
| Mitsurugi Kamui Hikae                                | Zenith Blue                                           | Zenith Blue                                   | Fighting                       | Nein                  | 20. September 2018                          |
| Moai VI: Unerwartete Gäste - Sammleredition          | Joindots                                              | Joindots                                      | Adventure Strategie            | Ja                    | 28. März 2019 Retail: 18. April 2019        |
| Mochi Mochi Boy                                      | Pixelteriyaki                                         | Ratalaika Games                               | Puzzle                         | Nein                  | 19. Juli 2019                               |
| Modern Combat 5: Blackout                            | Gameloft                                              | Gameloft                                      | Ego-Shooter                    | Nein                  | 14. Februar 2019                            |
| Moero Chronicle Hyper                                | Idea Factory                                          | Idea Factory                                  | Adventure Rollenspiel          | Nein                  | 26. April 2019                              |
| Molecats                                             | LITORAL LIMITED                                       | LITORAL LIMITED                               | Adventure Puzzle               | Nein                  | 5. September 2019                           |
| Momonga Pinball Adventures                           | Paladin Studios                                       | Plug In Digital                               | Adventure                      | Nein                  | 18. Oktober 2018                            |
| Modern Tales: Age of Invention                       | Orchid Games                                          | Artifex Mundi                                 | Adventure Brettspiel           | Nein                  | 4. April 2019                               |
| Monaco: Complete Edition                             | Pocketwatch Games                                     | Pocketwatch Games                             | Action                         | Nein                  | 21. Oktober 2019                            |
| Monica e a Guarda dos Coelhos                        | Mad Mimic                                             | Mad Mimic                                     | Party                          | Nein                  | 4. Dezember 2018                            |
| Monkey Barrels                                       | Good-Feel                                             | Good-Feel                                     | Shoot 'em up                   | Nein                  | 7. November 2019                            |
| Monkey Business                                      | Sabec                                                 | Sabec                                         | Platformer                     | Nein                  | 27. Oktober 2019                            |
| Monkey King: Master of the Clouds                    | Retroism                                              | UFO Interactive                               | Arcade                         | Nein                  | 6. September 2018                           |
| Monkey Wall                                          | Cosen                                                 | Cosen                                         | Action Puzzle                  | Nein                  | 24. Januar 2019                             |
| Monochrome Order                                     | KEMCO                                                 | KEMCO                                         | Adventure                      | Nein                  | 10. Oktober 2019                            |
| Monochrome World                                     | CFK                                                   | CFK                                           | Puzzle                         | Nein                  | 7. Mai 2020                                 |
| Mononoke Slashdown                                   | Arc System Works                                      | Arc System Works                              | Beat 'em up                    | Nein                  | 31. Oktober 2019                            |
| Monopoly                                             | Engine Software                                       | Ubisoft                                       | Brettspiel                     | Ja                    | 31. Oktober 2017                            |
| Monster Boy und das Verfluchte Königreich            | Game Atelier                                          | FDG Entertainment                             | Platformer                     | Nein                  | 4. Dezember 2018                            |
| Monster Bugs Eat People                              | Noobz from Poland                                     | QubicGames                                    | Action                         | Nein                  | 22. November 2019                           |
| Monster Dynamite                                     | Treva Entertainment                                   | Markt+Technik                                 | Puzzle                         | Ja                    | 28. Februar 2019 Retail: 18. April 2019     |
| Monster Energy Supercross – The Official Videogame   | Milestone                                             | Milestone                                     | Rennspiel                      | Ja                    | 13. Februar 2018                            |
| Monster Energy Supercross – The Official Videogame 2 | Milestone                                             | Milestone                                     | Rennspiel                      | Ja                    | 8. Februar 2019                             |
| Monster Energy Supercross – The Official Videogame 3 | Milestone                                             | Milestone                                     | Rennspiel                      | Ja                    | 4. Februar 2019                             |
| Monster Hunter Generations Ultimate                  | Capcom                                                | Capcom                                        | Action-Rollenspiel             | Ja                    | 28. August 2018                             |
| Monster Jam: Crush It!                               | Team6 Game Studios                                    | Game Mill Entertainment                       | Rennspiel                      | Ja                    | 31. Oktober 2017 Retail: 14. November 2017  |
| Monster Jam: Steel Titans                            | Rainbow Studios                                       | THQ Nordic                                    | Rennspiel                      | Nein                  | 26. November 2019                           |
| Monster Loves You!                                   | Radial Games                                          | Radial Games                                  | Simulation                     | Nein                  | 30. September 2018                          |
| Monster Prom: XXL                                    | Those Awesome Guys                                    | Those Awesome Guys                            | Rollenspiel Simulation         | Nein                  | 21. Mai 2020                                |
| Monster Puzzle                                       | Forsaken Games                                        | Forsaken Games                                | Puzzle                         | Nein                  | 9. Mai 2019                                 |
| Monster Slayers                                      | Nerdook Productions                                   | Digerati                                      | Rollenspiel Adventure          | Nein                  | 5. April 2019                               |
| Monster Viator                                       | Hit Point                                             | Kemco                                         | Puzzle                         | Adventure Rollenspiel | 9. April 2020                               |
| Monstrum                                             | Team Junkfish                                         | Soedesco                                      | Survival                       | Ja                    | 22. Mai 2020                                |
| Monument Builders Rushmore                           | Microids                                              | Microids                                      | Strategie                      | Nein                  | 7. März 2019                                |
| Moon Hunters                                         | Kitfox Games                                          | Kitfox Games                                  | Action-Rollenspiel Rogue-like  | Nein                  | 8. Januar 2018                              |
| Moonfall Ultimate                                    | Fishcow Studio                                        | Wales Interactive                             | Action-Rollenspiel             | Nein                  | 4. September 2018                           |
| Moonlighter                                          | Digital Sun                                           | 11 bit studios                                | Action-Rollenspiel             | Ja                    | 5. November 2018                            |
| Moorhuhn: Knights & Castles                          | Young Fun Studio                                      | Young Fun Studio                              | Tower Defense                  | Nein                  | 26. Oktober 2017                            |
| Moorhuhn Remake                                      | GeekPit                                               | Higgs Games                                   | Shoot ’em up                   | Nein                  | 21. Juni 2018                               |
| Moorhuhn Wanted                                      | GeekPit                                               | Higgs Games                                   | Shoot ’em up                   | Nein                  | 27. September 2018                          |
| Moorhuhn Kart 2                                      | GeekPit                                               | Higgs Games                                   | Rennspiel                      | Ja                    | 1. April 2021                               |
| Moorhuhn Schatzjäger                                 | GeekPit                                               | Higgs Games                                   | Jump ’n’ Run                   | Ja                    | 23. Dezember 2021                           |
| Moorhuhn Schatzjäger 2                               | GeekPit                                               | Higgs Games                                   | Jump ’n’ Run                   | Nein                  | 14. April 2022                              |
| Moorhuhn Xtreme                                      | Korion Interactive                                    | Markt+Technik Verlag                          | Shoot ’em up                   | Ja                    | 15. Mai 2022                                |
| Moorhuhn X                                           | GeekPit                                               | Higgs Games                                   | Shoot ’em up                   | Nein                  | 25. August 2022                             |
| Moorhuhn Piraten                                     | GeekPit                                               | Higgs Games                                   | Shoot ’em up                   | Nein                  | 26. Dezember 2022                           |
| Moorhuhn Invasion                                    | GeekPit                                               | Higgs Games                                   | Shoot ’em up                   | Nein                  | 22. Dezember 2023                           |
| Mordheim: Warband Skirmish                           | Legendary Games                                       | Legendary Games                               | Strategie-Rollenspiel          | Nein                  | 26. November 2018                           |
| Morphies Law                                         | Cosmoscope                                            | Cosmoscope                                    | Third-Person-Shooter           | Nein                  | 20. August 2018                             |
| Morphite                                             | Crescent Moon Games We’re Five Games Blowfish Studios | Blowfish Studios                              | Ego-Shooter                    | Nein                  | 2. November 2017                            |
| Mortal Kombat 11                                     | Shiver Entertainment                                  | WB Games                                      | Fighting                       | Ja                    | 23. April 2019                              |
| Mosaic                                               | Raw Fury                                              | Raw Fury                                      | Adventure                      | Nein                  | 23. Januar 2020                             |
| Mother Russia Bleeds                                 | Devolver Digital                                      | Devolver Digital                              | Action                         | Nein                  | 15. November 2017                           |
| Moto Racer 4                                         | Anuman                                                | Microids                                      | Rennspiel                      | Ja                    | 20. November 2018                           |
| Moto Rush GT                                         | Baltoro Games                                         | Baltoro Games                                 | Rennspiel                      | Nein                  | 18. April 2019                              |
| MotoGP 18                                            | Milestone                                             | Milestone                                     | Rennspiel                      | Ja                    | 28. Juni 2018                               |
| MotoGP 19                                            | Milestone                                             | Milestone                                     | Rennspiel                      | Ja                    | 27. Juni 2019                               |
| MotoGP 20                                            | Milestone                                             | Milestone                                     | Rennspiel                      | Nein                  | 23. April 2020                              |
| Motorcycle Mechanic Simulator                        | Ultimate Games                                        | Ultimate Games                                | Simulation                     | Nein                  | 27. Januar 2020                             |
| Motorsport Manager for Nintendo Switch               | Playsport Games                                       | Curve Digital                                 | Rennspiel Simulation           | Nein                  | 14. März 2019                               |
| MouseCraft                                           | Crunching Koalas                                      | Crunching Koalas                              | Adventure                      | Nein                  | 27. Februar 2020                            |
| Mountain Rescue Simulator                            | UIG Entertainment                                     | UIG Entertainment                             | Simulation                     | Nein                  | 28. Oktober 2019                            |
| Moving Out                                           | Team17                                                | RTeam17                                       | Simulation                     | Ja                    | 24. April 2020                              |
| Mr Blaster                                           | ENTERi                                                | Forever Entertainment                         | Action                         | Nein                  | 22. August 2019                             |
| Mr. Shifty                                           | Team Shifty                                           | tinyBuild Games                               | Action-Adventure               | Nein                  | 13. April 2017                              |
| Ms. Splosion Man                                     | Twisted Pixel                                         | Twisted Pixel                                 | Platformer                     | Nein                  | 22. November 2018                           |
| Muddledash                                           | Slampunks                                             | PQube                                         | Party                          | Nein                  | 10. Juli 2018                               |
| Mugster                                              | Reinkout Games                                        | Team17                                        | Puzzle                         | Nein                  | 17. Juli 2018                               |
| Mummy Pinball                                        | EnjoyUp Games                                         | EnjoyUp Games                                 | Flipper                        | Nein                  | 7. September 2018                           |
| Munchkin: Quacked Quest                              | Asmodee Digital                                       | Asmodee Digital                               | Action                         | Nein                  | 19. November 2019                           |
| Muse Dash                                            | X.D. Network                                          | X.D. Network                                  | Rhythmusspiel                  | Nein                  | 20. Juni 2019                               |
| Mushroom Heroes                                      | Serkan Bakar                                          | Dolores Entertainment                         | Puzzle                         | Nein                  | 30. April 2020                              |
| Mushroom Quest                                       | Flying Islands Team                                   | Drageus Games                                 | Puzzle                         | Nein                  | 23. Dezember 2019                           |
| Mushroom Wars 2                                      | Creative Mobile                                       | Creative Mobile                               | Echtzeit-Strategie             | Nein                  | 5. Juli 2018                                |
| Music Racer                                          | AbstractArt                                           | Sometimes You                                 | Rennspiel                      | Nein                  | 29. Januar 2020                             |
| Must Dash Amigos                                     | miniBeast                                             | miniBeast                                     | Rennspiel                      | Nein                  | 5. Dezember 2019                            |
| Mutant Mudds Collection                              | Atooi                                                 | Atooi Retail: Super Rare Games                | Platformer                     | Ja                    | 14. Dezember 2017 Retail: 6. September 2018 |
| Mutant Year Zero: Road to Eden – Deluxe Edition      | High Voltage Software                                 | FunCom                                        | Adventure Rollenspiel          | Ja                    | 30. Juli 2019                               |
| Mutter hat mein Spiel versteckt!                     | hap Inc.                                              | Kemco                                         | Puzzle                         | Nein                  | 21. Dezember 2017                           |
| MUJO                                                 | OinkGames                                             | Oink Games                                    | Puzzle                         | Nein                  | 30. November 2017                           |
| Mulaka                                               | Lienzo                                                | Lienzo                                        | Action-Adventure               | Nein                  | 1. März 2018                                |
| Murder by Numbers                                    | The Irregular Corporation                             | Mediatonic                                    | Puzzle, Visual Novel           | Nein                  | 5. März 2020                                |
| MUSYNX                                               | PM Studios                                            | PM Studios                                    | Rhythmusspiel                  | Nein                  | 28. März 2019                               |
| MX Nitro: Unleashed                                  | Saber Interactive                                     | Saber Interactive                             | Rennspiel                      | Nein                  | 27. Februar 2020                            |
| MXGP3: The Official Motocross Videogame              | Milestone                                             | Milestone                                     | Rennspiel                      | Ja                    | 14. November 2017                           |
| My Big Sister                                        | Stranga                                               | Ratalaika Games                               | Rollenspiel Adventure          | Nein                  | 10. Mai 2019                                |
| My Brother Rabbit                                    | Artifex Mundi                                         | Artifex Mundi                                 | Adventure                      | Nein                  | 21. September 2018                          |
| My Friend Petro                                      | DeadToast Entertainment                               | Devolver Digital                              | Action                         | Nein                  | 20. Juni 2019                               |
| My Girlfriend is a Mermaid                           | Sekai Project                                         | Sekai Games                                   | Visual Novel                   | Nein                  | 28. Februar 2019                            |
| My Hero: One’s Justice                               | Byking                                                | Bandai Namco Entertainment                    | Fighting                       | Ja                    | 26. Oktober 2018                            |
| My Hero: One’s Justice 2                             | Byking                                                | Bandai Namco Entertainment                    | Fighting                       | Ja                    | 13. März 2020                               |
| My Little Riding Champion                            | Caipirinha Games                                      | Bigben Interactive                            | Adventure                      | Ja                    | 23. November 2018 eShop: 24. Dezember 2018  |
| My Lovely Daughter                                   | Toge Productions                                      | Toge Productions                              | Adventure Puzzle               | Nein                  | 23. Mai 2019                                |
| My Memory of Us                                      | Juggler Games                                         | Crunching Koalas                              | Adventure                      | Nein                  | 24. Januar 2019                             |
| My Secret Pets!                                      | Dogenzaka Lab                                         | D3 Publisher                                  | Simulation                     | Nein                  | 30. April 2020                              |
| My Time At Portia                                    | Pathea                                                | Team17                                        | Adventure                      | Ja                    | 16. April 2019                              |
| Myths of Orion: Light from the North                 | Cateia Games                                          | Ocean Media                                   | Adventure                      | Nein                  | 21. Mai 2020                                |
| Mystic Vale                                          | Nomad Games                                           | Nomad Games                                   | Brettspiel                     | Nein                  | 12. März 2020                               |